# Blackout (album Scorpions)
Blackout – ósmy studyjny album Scorpions wydany w roku 1982.

## Lista utworów
1. "Blackout" – 3:49
2. "Can't Live Without You" – 3:47
3. "No One Like You" – 3:57
4. "You Give Me All I Need" – 3:39
5. "Now" – 2:35
6. "Dynamite" – 4:12
7. "Arizona" – 3:56
8. "China White" – 6:59
9. "When the Smoke Is Going Down" – 3:51

## Twórcy albumu
- Klaus Meine – wokal
- Rudolf Schenker – gitara rytmiczna
- Matthias Jabs – gitara solowa
- Francis Buchholz – gitara basowa
- Herman Rarebell – perkusja

- Dieter Dierks - producent